# Gorytes tobiasi
Gorytes tobiasi  (лат.) — род песочных ос рода Gorytes из подсемейства Bembicinae (триба Bembicini). Узбекистан и Казахстан.

## Описание
Мелкие осы (длина тела самок от 9,8 до 12,6 мм, самцы от 8,4 до 11,2 мм), чёрные с желтоватыми отметинами. Бёдра рыжие. Плечевые бугры и мезоплевры чёрные. Внутренние края глаз сближаются книзу. Клипеус с 2 мелкими округлыми выступами по переднему краю. 
Срединное поле промежуточного сегмента морщинистое. Медиальная жилка заднего крыла начинается перед концом субмедиальной ячейки. Ацетабулярный киль короткий. Мезоплевры с омалюсами и стернаулюсами. У самок 1-й членик передней лапки с 2 щетинками на боковой поверхности.
Гнездятся в земле. Личинок кормят мелкими цикадками (Auchenorrhyncha). Видовое название дано в честь российского энтомолога В. И. Тобиаса (1929—2011; ЗИН РАН, Россия).